# Roger Legeay
Roger Legeay (Beaufay, 8 d'agost de 1949) va ser un ciclista i posteriorment director esportiu francès. Com a corredor fou professional entre 1973 i 1982. Un cop retirat es va dedicar a la direcció esportiva destacant el Gan, més tard anomenat Crédit agricole.

## Palmarès
- 1972
  - Vencedor d'una etapa a la Ruta de França
- 1978
  - 1r al Gran Premi de la costa normanda
  - Vencedor d'una etapa al Tour de Romandia
  - Vencedor d'una etapa al Circuit de La Sarthe
  - Vencedor d'una etapa al Tour del Llemosí
- 1980
  - 1r al Gran Premi de Mauléon-Moulins
  - Vencedor d'una etapa al Circuit de La Sarthe
- 1981
  - 1r al Gran Premi de Mauléon-Moulins

### Resultats a la Volta a Espanya
- 1974. 32è de la classificació general

### Resultats al Tour de França
- 1975. 71è de la classificació general
- 1976. 35è de la classificació general
- 1977. 37è de la classificació general
- 1978. 42è de la classificació general
- 1979. 63è de la classificació general
- 1980. 84è de la classificació general
- 1981. 61è de la classificació general

### Resultats al Giro d'Itàlia
- 1979. 62è de la classificació general